# RBC Roosendaal
Roosendaalse Boys Combinatie Roosendaal – holenderski klub piłkarski z siedzibą w mieście Roosendaal, założony 31 lipca 1912 roku jako Excelsior, w 1920 zmiana nazwy na VV Roosendaal, zaś w 1927 na obecną. Do 2000 roku klub rozgrywał swoje mecze domowe na mieszczącym 6 800 widzów stadionie De Luiten. Po II wojnie światowej odnosił liczne sukcesy, głównie w rozgrywkach amatorskich. W 2001 roku występował tutaj krótko ówczesny reprezentant Polski Tomasz Iwan. W sezonie 2004/2005 klub uniknął spadku dopiero po barażach. W sezonie 2005/2006 zajął ostatnie miejsce w I lidze holenderskiej w piłce nożnej i spadł do II ligi. Po upadku klub zaczął grać w ligach regionalnych. Obecnie jest beniaminkiem siódmej ligi.